# Französische Lineatur

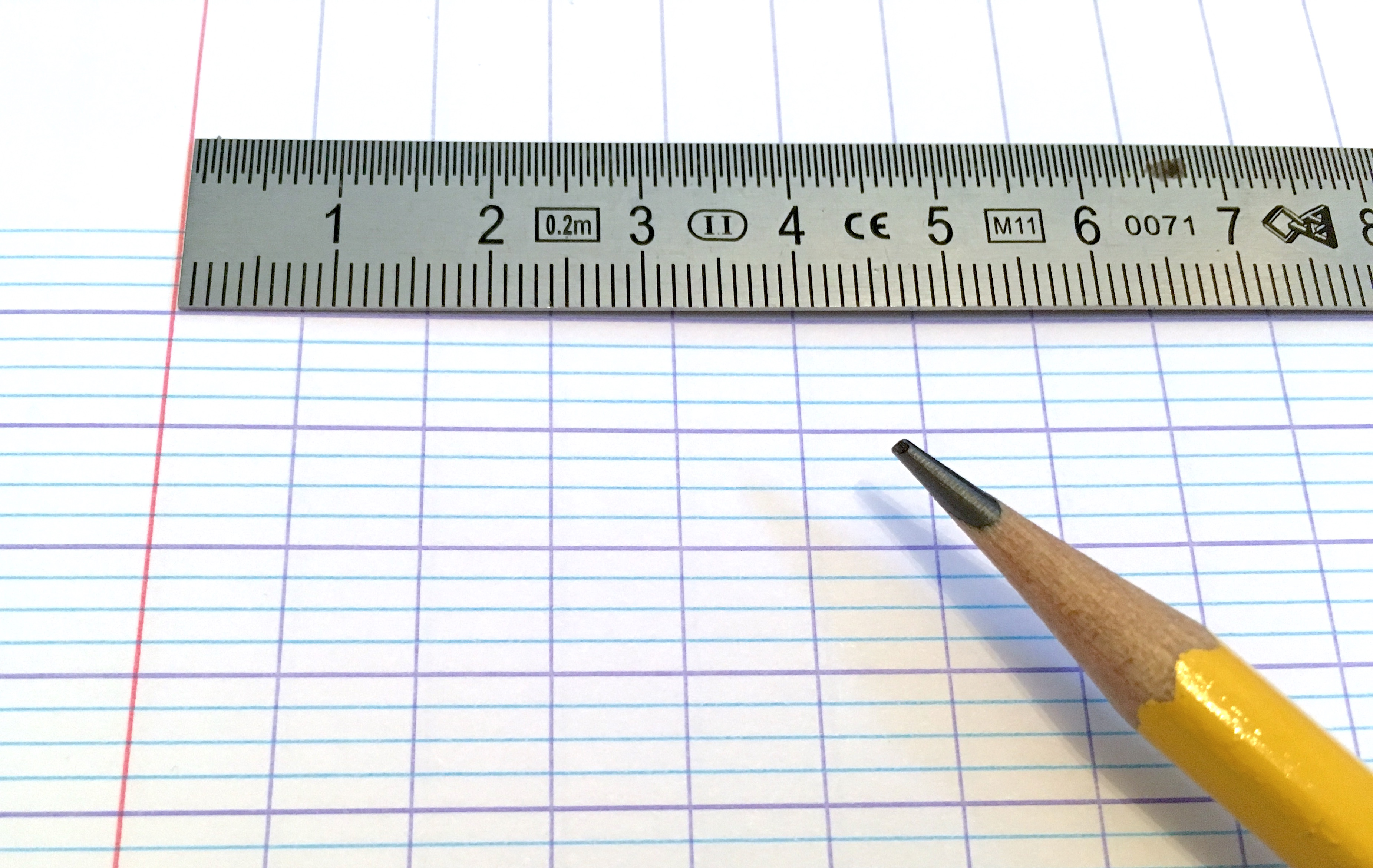
Französische Seyès-Lineatur

DIN-A4-Papier mit französischer Lineatur

Die französische Lineatur ist eine Lineatur, die hauptsächlich in Frankreich benutzt wird. In Frankreich wird sie grands carreaux genannt oder réglure Seyès, nach ihrem Erfinder Jean-Alexandre Seyès. Der Papierwarenhändler Jean-Alexandre Seyès meldete das Muster für die Lineatur am 16. August 1892 beim Gericht von Pontoise an. Aufgrund der guten Übersicht des Lernerfolges des einzelnen Schülers zur Normschrift wurde die Seyès-Lineatur Ende des 19. Jahrhunderts an allen französischen Schulen eingeführt.
Die Seyès-Lineatur besteht aus acht Millimeter hohen fuchsiafarbenen Rechtecken, deren horizontale Begrenzungslinien dicker sind als die vertikalen. Zwischen zwei dicken Linien liegen drei noch dünnere hellblaue, die vier zwei Millimeter hohe Zwischenräume schaffen. Seitlich begrenzt eine rote Linie den Bereich für die Anmerkungen des Lehrers.